# Dekanat Biberach
Das Dekanat Biberach ist eines von 25 Dekanaten in der Diözese Rottenburg-Stuttgart. Es ist seit 2007 territorial nahezu deckungsgleich mit dem Landkreis Biberach. Der Dekanatssitz befindet sich in Biberach an der Riß.
Das Dekanat wurde 2007 erweitert um die Pfarreien der im selben Jahr aufgelösten Dekanate Laupheim, Ochsenhausen und Riedlingen. Die Pfarreien Billafingen und Langenenslingen sind zwar auf Grund ihrer geographischen Lage in Seelsorgeeinheiten des Dekanats Biberach eingegliedert, gehören aber aus historischen Gründen zum Erzbistum Freiburg.

## Struktur

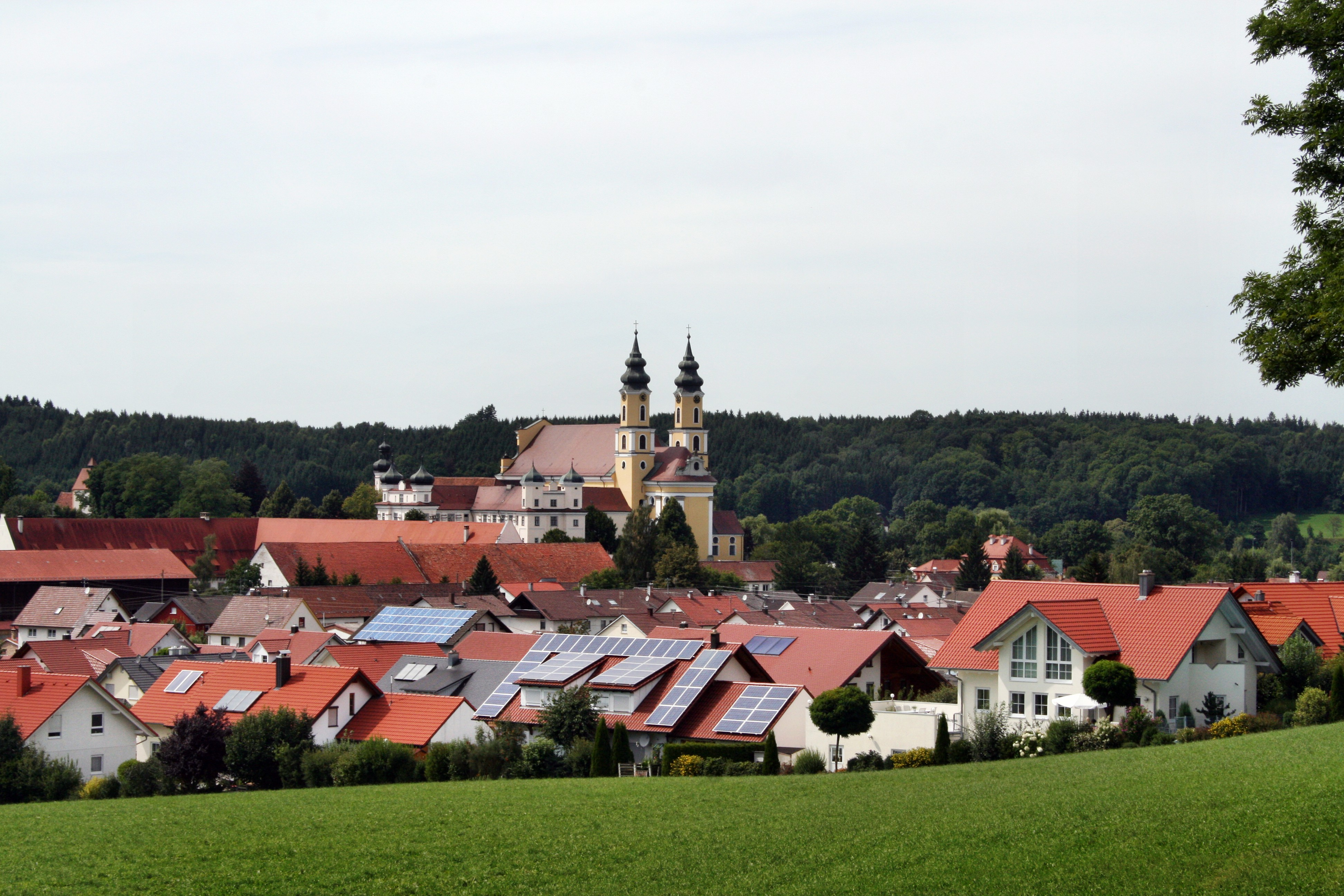
St. Verena 2008

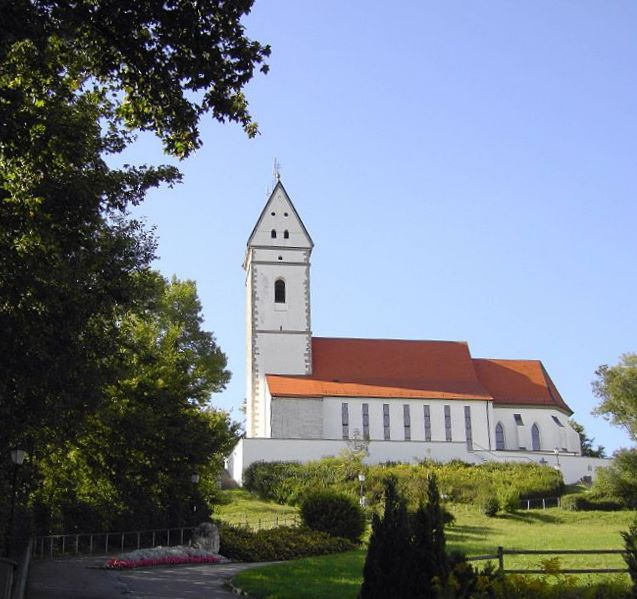
Wallfahrtskirche St. Johannes Baptist auf dem Bussen 2007

Das Dekanat gliedert sich wie folgt in 22 Seelsorgeeinheiten (SE):
- SE 1 Illertal

- Gemeinden: Dettingen an der Iller, Mariä Himmelfahrt; Erolzheim, St. Martin; Kirchberg an der Iller, St. Martinus; Kirchdorf an der Iller, Dreifaltigkeit; Oberopfingen, St. Vinzenz

- SE 2 Rot-Iller

- Gemeinden: Rot an der Rot, St. Verena; Ellwangen, St. Kilian und Ursula; Tannheim, St. Martinus; Berkheim, St. Konrad; Haslach, St. Petrus in Ketten

- SE 3a St. Benedikt Ochsenhausen

- Gemeinden: Ochsenhausen, St. Georg; Mittelbuch, St. Joseph; Steinhausen an der Rottum, Mariä Himmelfahrt; Rottum, St. Mauritius; Bellamont, St. Blasius

- SE 3b St. Scholastika

- Gemeinden: Reinstetten, St. Urban; Laubach, Mariä Opferung; Gutenzell, St. Kosmas u. Damian; Hürbel, St. Alban

- SE 4 Schwendi

- Gemeinden: Bußmannshausen, St. Martinus; Orsenhausen, Mariä unbefleckte Empfängnis; Sießen im Wald, St. Maria Magdalena; Schwendi, St. Stephanus; Schönebürg, Sankt Gallus; Großschafhausen, St. Magdalena

- SE 5 Unteres Rottal

- Gemeinden: Burgrieden, St. Alban; Achstetten, St. Oswald; Rot, St. Georg; Stetten, St. Stephanus; Bihlafingen, St. Theodul; Bronnen, St. Blasius und St. Margareta; Bühl, St. Wendelinus

- SE 6 Laupheim

-  Gemeinden: Laupheim, St. Petrus und Paulus; Baustetten, St. Ulrich; Untersulmetingen, St. Georg und Sebastian; Obersulmetingen, St. Ulrich

- SE 7 Mietingen

-  Gemeinden: Baltringen, St. Nikolaus; Mietingen, St. Laurentius; Walpershofen, St. Pantaleon

- SE 8 Maselheim

- Gemeinden: Maselheim, St. Petrus und Paulus; Äpfingen, St. Blasius; Sulmingen, St. Dionysius; Laupertshausen, St. Jakobus und Pelagius

- SE 9a Biberach Nord / Warthausen

- Gemeinden: Biberach an der Riß, St. Martinus und St. Maria; Biberach an der Riß, St. Josef; Mettenberg, St. Alban; Warthausen, St. Johannes; Birkenhard, St. Maria, Mutter der Christenheit

- SE 9b Biberach Süd mit Umland

- Gemeinden: Biberach, Zur Heiligsten Dreifaltigkeit; Rißegg, St. Gallus; Reute, St. Nikolaus; Ringschnait, Mariä Himmelfahrt; Mittelbiberach, St. Cornelius und Cyprian; Stafflangen, St. Remigius

- SE 10a Heimat Bischof Sproll

- Gemeinden: Ummendorf, St. Johannes Evangelist; Fischbach; Hochdorf; Schweinhausen, Mariä Himmelfahrt; Unteressendorf

- SE 10b Eberhardzell

- Gemeinden: Eberhardzell, St. Maria Mater Dolorosa; Füramoos, Zum Hl. Erzengel Michael; Mühlhausen, St. Ottilia; Oberessendorf, St. Michael

- SE 11a Bad Schussenried

- Gemeinden: Bad Schussenried, St. Magnus; Otterswang, St. Oswald; Reichenbach, St. Sebastian; Allmannsweiler, Hl. Kreuz

- SE 11b Riß-Federbachtal

- Gemeinden: Ingoldingen, St. Georg; Muttensweiler, Heiliger Jakobus; Steinhausen, St. Petrus und Paulus; Winterstettendorf, St. Pankratius; Winterstettenstadt, St. Georg

- SE 12a Ulrika Nisch

- Gemeinden: Ahlen, Unbefleckte Empfängnis; Attenweiler, St. Blasius; Oggelsbeuren, St. Johannes Baptist; Rupertshofen, St. Vitus

- SE 12b Schemmerhofen

- Gemeinden: Langenschemmern, St. Mauritius; Ingerkingen, St. Ulrich; Schemmerberg, St. Martinus; Aßmannshardt, St. Michael; Alberweiler, St. Ulrich; Aufhofen, Klosterkirche Unserer lieben Frau auf dem Kapf

- SE 13 Federsee

- Bad Buchau mit Kappel, St. Cornelius und Cyprianus; Betzenweiler, St. Clemens; Dürnau, St. Johannes der Täufer; Kanzach, Mariä Himmelfahrt; Oggelshausen, St. Laurentius/St. Agatha; Seekirch, Mariä Himmelfahrt

- SE 14 Bussen

- Gemeinden: Dieterskirch, St. Ursula; Offingen, St. Johannes Baptist auf dem Bussen; Sauggart, St. Nikolaus; Uttenweiler, St. Simon und Judas; Unlingen, Maria Immaculata; Göffingen, Sankt Nikolaus; Dietelhofen, Sankt Nikolaus; Möhringen, Sankt Vitus; Ulgendorf, Sankt Ulrich

- SE 15 Ertingen

- Gemeinden: Ertingen, St. Georg; Binzwangen, St. Lambertus; Erisdorf, St. Bartholomäus; Dürmentingen, St. Johannes; Hailtingen, St. Georg; Heudorf, St. Oswald

- SE 16 Riedlingen

- Gemeinden: Riedlingen, St. Georg; Altheim, St. Martin; Waldhausen, St. Oswald; Heiligkreuztal, St. Anna; Neufra, St. Peter und Paul; Daugendorf, St. Leonhard; Grüningen, St. Blasius; Zwiefaltendorf, St. Michael; Zell-Bechingen, St. Gallus

- SE 17 Langenenslingen

- Gemeinden: Andelfingen, St. Cyriakus; Billafingen, St. Nikolaus; Dürrenwaldstetten mit Ittenhausen, St. Jakobus Maior; Egelfingen, St. Katharina; Emerfeld, St. Pankratius; Friedingen, St. Blasius; Langenenslingen, St. Konrad; Wilflingen, St. Nepomuk